# Mariner 5
Mariner 5 (pol. Żeglarz 5.) – bezzałogowa sonda amerykańskiej agencji kosmicznej NASA, prowadząca badania planety Wenus.
Sonda została wystrzelona 14 czerwca 1967 roku. Przelot w pobliżu Wenus nastąpił 19 października tego samego roku na wysokości 3990 km. Dzięki doskonalszym instrumentom, sonda dostarczyła znacznie więcej danych o planecie niż jej poprzedniczka Mariner 2. Obiekt ten miał kadłub w postaci niskiego ośmiobocznego graniastosłupa o przekątnej ok. 1,25 m. Masa próbnika wynosiła 244,9 kg. Powierzchnia ogniw słonecznych wynosiła ok. 4 m².
Sonda badała atmosferę Wenus przy pomocy fal radiowych, jej jasność w świetle ultrafioletowym, oraz wahania w natężeniu cząsteczek wiatru słonecznego i pola magnetycznego planety. Mariner 5 powstał jako rezerwa dla sondy Mariner 4. Po jej sukcesie został zmodyfikowany do wykonania misji na Wenus (przez odwrócenie i zmniejszenie paneli słonecznych i dodanie osłony termicznej).
Kontakt z sondą urwał się 4 grudnia 1967. Na krótko udało się ponownie nawiązać łączność 14 października 1968, jednak nie odebrano żadnych danych i NASA zrezygnowała z dalszych prób kontaktowania się ze statkiem, który obecnie porusza się po orbicie heliocentrycznej.